# Аврі
Аврі (фр. Avry) — громада  в Швейцарії в кантоні Фрібур, округ Сарін.

## Географія
Громада розташована на відстані близько 34 км на південний захід від Берна, 6 км на захід від Фрібура.
Аврі має площу 5,8 км², з яких на 15,7% дозволяється будівництво (житлове та будівництво доріг), 72,5% використовуються в сільськогосподарських цілях, 11,6% зайнято лісами, 0,2% не є продуктивними (річки, льодовики або гори).

## Демографія
2019 року в громаді мешкало 1925 осіб (+12,9% порівняно з 2010 роком), іноземців було 20,8%. Густота населення становила 330 осіб/км².
За віковим діапазоном населення розподілялося таким чином: 23,4% — особи молодші 20 років, 61,8% — особи у віці 20—64 років, 14,8% — особи у віці 65 років та старші. Було 749 помешкань (у середньому 2,6 особи в помешканні).
Із загальної кількості 1295 працюючих 42 було зайнятих в первинному секторі, 206 — в обробній промисловості, 1047 — в галузі послуг.